# آن فلوري
آن فلوري (بالفرنسية: Mademoiselle Fleury) (و. 1766 – 1818 م) هي ممثلة، من فرنسا، ولدت في أنتويرب، توفيت عن عمر يناهز 52 عاماً.

## مناصب
تولت منصب شريك في المسرح الوطني الفرنسي ‏ (1791–1807).